# Serraca concursaria
Serraca concursaria är en fjärilsart som beskrevs av Walker 1860. Serraca concursaria ingår i släktet Serraca och familjen mätare. Inga underarter finns listade i Catalogue of Life.